# Commission royale sur les monuments historiques d'Angleterre
La Commission royale sur les monuments historiques d'Angleterre (en anglais Royal Commission on the Historical Monuments of England (RCHME)), était un organisme consultatif gouvernemental chargé de documenter les bâtiments et monuments d'importance archéologique, architecturale et historique en Angleterre. Elle a été créée en 1908 (peu après les commissions parallèles pour la Écosse et le Pays de Galles); et a fusionné avec English Heritage en 1999.

## Histoire
La Commission Royale a été créée en 1908, vingt-six ans après l'adoption de la Loi sur la Protection des Monuments Anciens 1882, qui a fourni la première protection de l'État pour les monuments anciens au Royaume-Uni, et huit ans après l'adoption de la Loi sur la protection des monuments historiques 1900. Des critiques, dont David Murray dans son Archaeological Survey of the United Kingdom (1896) et Gérard Baldwin Brown dans son Care of Ancient Monuments (1905), avaient fait valoir que, pour que la législation soit efficace, il fallait dresser une liste détaillée des monuments importants et faire des comparaisons défavorables entre les politiques de la Grande-Bretagne et de ses voisins européens. Les sociétés savantes dont la British Archaeological Association, la Society of Antiquaries of London et le Royal Institute of British Architects la Royal Society of Arts ont également fait pression pour que des mesures soient prises. Brown avait explicitement proposé que ces questions soient traitées par une Commission Royale, comparable à la Royal Commission on Historical Manuscripts. Sa suggestion porte ses fruits et conduit à la création, à son tour, de la Commission Royale d'enquête sur les Monuments Anciens et Historiques de l'Écosse le 14 février 1908; de la Commission royale d'enquête sur les monuments historiques et anciens du pays de Galles en août 1908 et, enfin, par mandat royal du 27 octobre 1908, de la Commission royale d'enquête sur les monuments historiques (Angleterre).
Aux termes de son mandat, la Commission avait pour mission "d'inventorier les monuments et constructions historiques et anciens liés ou représentatifs de la culture, de la civilisation et des conditions de vie contemporaines du peuple d'Angleterre, à l'exclusion du Monmouthshire, depuis les premières époques jusqu'en 1700, et de préciser ceux qui semblent les plus dignes d'être préservés". Un mandat révisé du 29 novembre 1913 prolongea la date de l'aérogare à 1714 (l'accession de la Reine Anne). Un nouveau mandat du 29 mars 1946 conféra aux commissaires le pouvoir discrétionnaire d'entreprendre l'enregistrement au-delà de 1714, et une date d'échéance informelle de 1850 fut adoptée.
Les premiers commissaires comprenaient Lord Burghclere (président), Sir Henry Howarth (nommé par Royal Archaeological Institute), Lord Balcarres (nommé par la Society for the Protection of Ancient Buildings), J. G. N. Clift (nommé par la British Archaeological Association), Leonard Stokes (nommé par le Royal Institute of British Architects), Francis Haverfield, James Fitzgerald,  Viscount Dillon, le Comte de Plymouth, E. J. Horniman, député et Sir John F. F. Horner.     
D'autres mandats royaux révisant le mandat de la Commission ont été délivrés en 1963 et le 15 avril 1992. La Commission a fusionné avec English Heritage le 1er avril 1999.

## Publications
La Commission a décidé dès le départ de publier ses inventaires de monuments et de les compiler comté par comté. Le premier comté choisi pour l'enquête a été le Hertfordshire: le volume résultant a été publié en 1910. Une quarantaine de volumes d'inventaires ont été publiés au cours des 70 années suivantes, avant que le projet ne s'achève, au début des années 1980, en faveur de publications plus thématiques. Conformément au mandat de la Commission, les inventaires ont d'abord été limités à l'identification des constructions jusqu'en 1714, mais ont ensuite été prolongés jusqu'en 1850.
Plusieurs inventaires n'étaient pas terminés sur le plan géographique au moment de l'abandon du projet. Les villes et comtés couverts en partie sont York (abandonné après 1981) Cambridgeshire (abandonné après 1972), Northamptonshire (abandonné après 1986), Gloucestershire (abandonné après 1976) et Salisbury (abandonné après 1977). Dans certains cas, la recherche pour les prochains volumes a commencé après que la décision de ne pas procéder à la publication a été prise, et ceux-ci sont apparus dans des publications ultérieures de HMSO ou ailleurs. Dorset est le seul comté qui a été achevé dans son intégralité jusqu'à la date révisée de 1850, Cambridge et Stamford étant les seules agglomérations urbaines à l'avoir été jusqu'à la même date.
Les inventaires publiés sont maintenant disponibles en version intégrale sur le site de British History Online.

### Inventaires

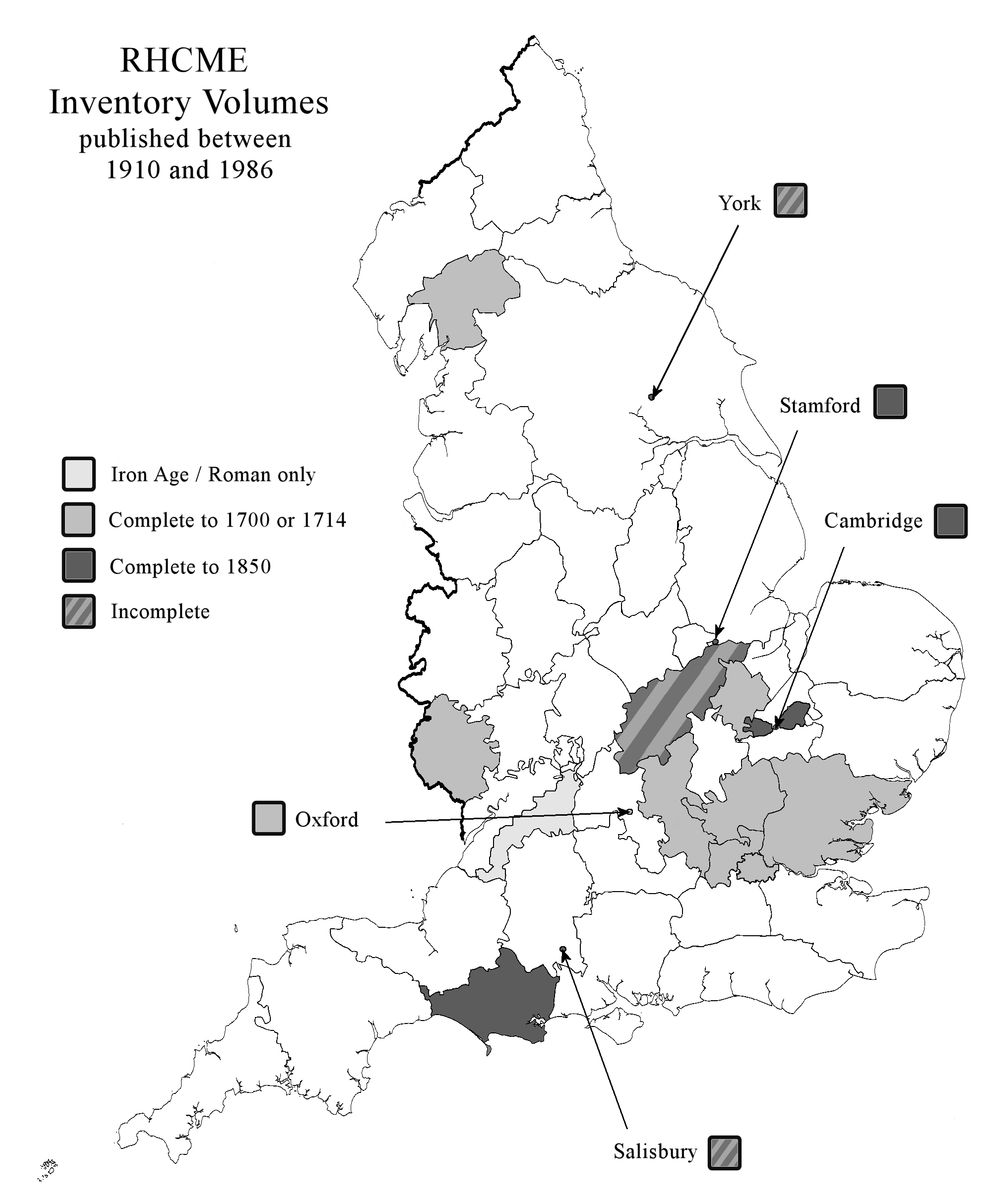
Carte de RCHME Stocks, 1910-86

- Un Inventaire des Monuments Historiques dans le Hertfordshire (1910)
- Un Inventaire des Monuments Historiques dans le Buckinghamshire(1912-13)
  - Vol. I: Nord
  - Vol. II: Sud
- Un Inventaire des Monuments Historiques, dans l'Essex(1916-23)
  - Vol. I: Nord-Ouest
  - Vol. II: Centrale et du Sud-Ouest
  - Vol. III: Nord-Est
  - Vol. IV: le Sud-Est et le Comté de l'Héraldique avant 1550
- Un Inventaire des Monuments Historiques de Londres(1924-30)
  - Vol. I: L'Abbaye De Westminster
  - Vol. II: l'Ouest de Londres, à l'exclusion de l'Abbaye de Westminster
  - Vol. III: Romain Londres
  - Vol. IV: La Ville
  - Vol. V: De L'Est De Londres
- Un Inventaire des Monuments Historiques dans le Huntingdonshire (1926)
- Un Inventaire des Monuments Historiques dans le Herefordshire(1931-4)
  - Vol. J': Sud-Ouest
  - Vol. II: Est
  - Vol. III: Nord-Ouest
- Un Inventaire des Monuments Historiques en Westmorland (1936)
- Un Inventaire des Monuments Historiques dans le Middlesex (1937)
- Un Inventaire des Monuments Historiques de la Ville de Oxford (1939)
- Un Inventaire des Monuments Historiques, dans le Dorset(1952-75)
  - Vol. J': Ouest
  - Vol. II: pts 1-3: Sud-Est
  - Vol. III: pts 1-2: Centrale Dorset
  - Vol. IV: Nord Dorset
  - Vol. V: East Dorset
- Un Inventaire des Monuments Historiques de la Ville de Cambridge (1959; deux volumes)
- Un Inventaire des Monuments Historiques de la Ville de York (1962-81; incomplet. Un sixième volume, couvrant le Ministre a été prévu, mais jamais publié.)
  - Vol. J': Eburacum: Romain York
  - Vol. II: Les moyens de défense
  - Vol. III: le Sud-Ouest de l'Ouse
  - Vol. IV: à l'Extérieur des Murs de la Ville à l'Est de l'Ouse
  - Vol. V: La Zone Centrale
- Un Inventaire des Monuments Historiques dans le Comté de Cambridge (1968-72; incomplet)
  - Vol. J': Ouest Cambridgeshire
  - Vol. II: North-East Cambridgeshire
- Un Inventaire des Monuments Historiques dans le Comté de Northampton (1975-86; géographiquement complète, mais des structures couvertes en partie seulement) 
  - Vol. J': Sites Archéologiques dans le Nord-Est du Northamptonshire
  - Vol. II: Sites Archéologiques dans le centre de Northamptonshire
  - Vol. III: Sites Archéologiques dans le Nord-Ouest du Northamptonshire
  - Vol. IV: Sud-Ouest
  - Vol. V: les Sites Archéologiques et les Églises à Northampton (certains documents publiés uniquement sous forme de microfiches formulaire)
  - Vol. VI: Monuments Architecturaux, dans le Nord du Northamptonshire
- Monuments anciens et Historiques dans le Comté de Gloucester (1976; incomplet)
  - Vol. I: de l'âge du fer et Romano-Britannique Monuments dans le Gloucestershire Cotswolds
- Un Inventaire des Monuments Historiques de la Ville de Stamford (1977)
- Monuments anciens et Historiques de la Ville de Salisbury (1977; incomplet dans cette série, bien que la recherche pour plus tard volume publié ailleurs)
  - Vol. I: Couvre la zone de l'ancien municipal de l'arrondissement, à l'exclusion de la cour de la cathédrale et de ses murs et les portes. Comprend Old Sarum château et de la cathédrale.

## Registre des monuments nationaux
Le Registre national des bâtiments (NBR) a été établi sur une base partiellement volontaire en 1940 pour recenser - essentiellement par photographie - les bâtiments d'importance nationale considérés comme risquant d'être endommagés ou détruits par une action militaire.Bien qu'à l'origine indépendants du RCHME, les deux organismes partageaient des locaux et travaillaient souvent en étroite collaboration. Le NBR poursuivit ses activités après la fin de la guerre et fut repris en 1963 par le RCHME. À ce moment-là, il a été rebaptisé " Registre National des Monuments Historiques " (NRM) pour refléter le fait que sa mission était à la fois archéologique et architecturale. En 1999, avec le reste des activités de la Commission, elle a été absorbée par English Heritage et en 2012, elle a été rebaptisée English Heritage Archive. En 2015, le travail de la RMN déménagea avec les archives en Angleterre historique et devint les Archives historiques anglaises.

## Division Ordnance Survey Archaeology
L'Ordnance Survey s'est toujours efforcé de marquer les antiquités visibles sur ses cartes et, en 1920, il a nommé son premier agent d'archéologie: le rôle s'est ensuite transformé en un service de spécialistes qui tenait un registre national des sites archéologiques. En 1983, les responsabilités de la Division d'archéologie ont été transférées aux trois Commissions royales d'Angleterre, du Pays de Galles et d'Écosse.

## Survey of London
Le Survey of London, un projet visant à entreprendre une étude architecturale de l'ancien Comté de Londres, a été fondé à titre d'initiative privée en 1894, mais a ensuite été repris par le Greater London Council (GLC). En ce qui concerne l'abolition de la GLC en 1986, la responsabilité de l'enquête a été transférée au RCHME.